# Michał Stasiak
Michał Stasiak (ur. 12 marca 1981 w Zduńskiej Woli) – polski piłkarz grający jako obrońca.

## Życiorys
Karierę rozpoczynał w klubie MKS MOS Zduńska Wola, skąd w 1999 trafił do Widzewa Łódź. W Ekstraklasie zadebiutował mając 18 lat. Na początku był głównie zmiennikiem, jednak pod koniec gry w Widzewie był podstawowym zawodnikiem zespołu. Problemy finansowe klubu i konflikt z działaczami spowodował, że wiosną 2004 znalazł się w Dyskobolii Grodzisk Wielkopolski. W kolejnym sezonie przeniósł się do Amiki Wronki. Wiosną stracił miejsce w pierwszym składzie, dlatego postanowił odjeść do Odry Wodzisław Śląski. W 2005 podpisał kontrakt z Zagłębiem Lubin, gdzie występował do maja 2011 roku, gdy klub rozwiązał jego umowę. W lipcu 2011 związał się na dwa lata z greckim klubem AO Ksanti. 28 stycznia 2013 podpisał obowiązujący do czerwca 2014 kontrakt z ówczesnym liderem I ligi Flotą Świnoujście. W sezonie 2014/2015 Flota wycofała się z rozgrywek I ligi.
W latach 2015–2017 był piłkarzem Miedzi Legnica. W lipcu 2017 roku podpisał kontrakt z Bytovią Bytów.

## Kariera piłkarska
| Sezon         | Klub                 | Mecze | Gole | Trofea               |
| ------------- | -------------------- | ----- | ---- | -------------------- |
| 1995/1996     | MKS MOS Zduńska Wola |       |      |                      |
| 1996/1997     | MKS MOS Zduńska Wola |       |      |                      |
| 1997/1998     | MKS MOS Zduńska Wola |       |      |                      |
| 1998/1999 (j) | MKS MOS Zduńska Wola |       |      |                      |
| 1998/1999 (w) | Widzew Łódź          | 5     | 0    |                      |
| 1999/2000     | Widzew Łódź          | 6     | 0    |                      |
| 2000/2001     | Widzew Łódź          | 11    | 0    |                      |
| 2001/2002     | Widzew Łódź          | 7     | 0    |                      |
| 2002/2003     | Widzew Łódź          | 25    | 0    |                      |
| 2003/2004 (j) | Widzew Łódź          | 11    | 0    |                      |
| 2003/2004 (w) | Dyskobolia Grodzisk  | 4     | 0    |                      |
| 2004/2005 (j) | Amica Wronki         | 11    | 0    |                      |
| 2004/2005 (w) | Odra Wodzisław       | 7     | 0    |                      |
| 2005/2006     | Zagłębie Lubin       | 26    | 3    |                      |
| 2006/2007     | Zagłębie Lubin       | 28    | 4    | Mistrzostwo Polski   |
| 2007/2008     | Zagłębie Lubin       | 29    | 3    | Superpuchar Polski   |
| 2008/2009     | Zagłębie Lubin       | 28    | 4    | Awans do Ekstraklasy |
| 2009/2010     | Zagłębie Lubin       | 22    | 0    |                      |
| 2010/2011     | Zagłębie Lubin       | 12    | 2    |                      |
| 2011/2012     | Skoda Ksanti         | 16    | 1    |                      |
| 2012/2013     | Flota Świnoujście    | 16    | 2    |                      |
| 2013/2014     | Flota Świnoujście    | 16    | 0    |                      |
| 2014/2015     | Flota Świnoujście    | 26    | 0    |                      |
| 2014/2015 (w) | GKS Tychy            | 5     | 1    |                      |
| 2015/2016     | Miedź Legnica        | 19    | 0    |                      |
| 2017/2018     | Drutex-Bytovia Bytów |       |      |                      |

Stan na 13 marca 2016.

## Kariera reprezentacyjna
| LP | Data            | Miejsce | Przeciwnik         | Wynik | Minuty |
| -- | --------------- | ------- | ------------------ | ----- | ------ |
| 1  | 14 lutego 2003  | Split   | Macedonia Północna | 3:0   | 11'    |
| 2  | 14 grudnia 2003 | Rabat   | Litwa              | 3:1   | 27'    |
| 3  | 11 lipca 2004   | Chicago | Stany Zjednoczone  | 1:1   | 27'    |